# Албиате
Албиа̀те (на италиански: Albiate, на западноломбардски: Albiàa, Албиаа) е градче и община в Северна Италия, провинция Монца и Брианца, регион Ломбардия. Разположено е на 233 m надморска височина. Населението на общината е 6190 души (към 2011 г.).
До 2004 г. общината е част от провинция Милано.